# Absentia (film)
Absentia è un film del 2011 diretto da Mike Flanagan.
Pellicola horror statunitense sceneggiata dal regista che è anche montatore e figura anche tra i produttori.

## Trama
Tricia, donna il cui marito è scomparso da alcuni anni, sta continuando ad affiggere manifesti con la foto dell'uomo nonostante ne sia stato appena emesso il certificato di morte presunta. Tricia è rimasta incinta del suo nuovo compagno segreto, ossia il detective che per ultimo si è occupato delle ricerche su suo marito, e sua sorella Callie è accorsa per sostenerla durante la gravidanza. Tricia inizia ad avere dei sogni ad occhi aperti in cui assiste all'apparizione del marito; nel frattempo Callie, che ha preso l'abitudine di fare jogging ogni mattina, si imbatte in un uomo dall'aspetto consunto in uno strano tunnel. 
L'uomo lamenta di una misteriosa entità che lo perseguita e, quando ritorna lì per portargli del cibo, un altro uomo le suggerisce di non lasciare nulla in quel tunnel. Proprio nei giorni successivi, il marito di Tricia ricompare all'improvviso, con chiari segni di torture fisiche, tra cui ossa di animali nel corpo. A un giorno dalla sua ricomparsa, l'uomo scompare nuovamente e Callie inizia a sospettare che c'entri qualcosa proprio il tunnel. Una lunga lista di scomparse in quel quartiere le fa addirittura sospettare a una realtà sovrannaturale dietro l'enigma.

## Produzione
Il film, antecedente a produzioni di più alto profilo dirette da Flanagan, è stato realizzato grazie a una raccolta fondi avviata attraverso la piattaforma Kickstarter. Il budget ottenuto ammonta a circa 70 mila dollari.

## Distribuzione
Presentato in anteprima in vari festival, il film è stato successivamente distribuito direttamente nel mercato home video.

## Accoglienza
Sull'aggregatore Rotten Tomatoes il film riceve il 87% delle recensioni professionali positive con un voto medio di 6,9 su 10 basato su 15 critiche.